# James Duane Doty

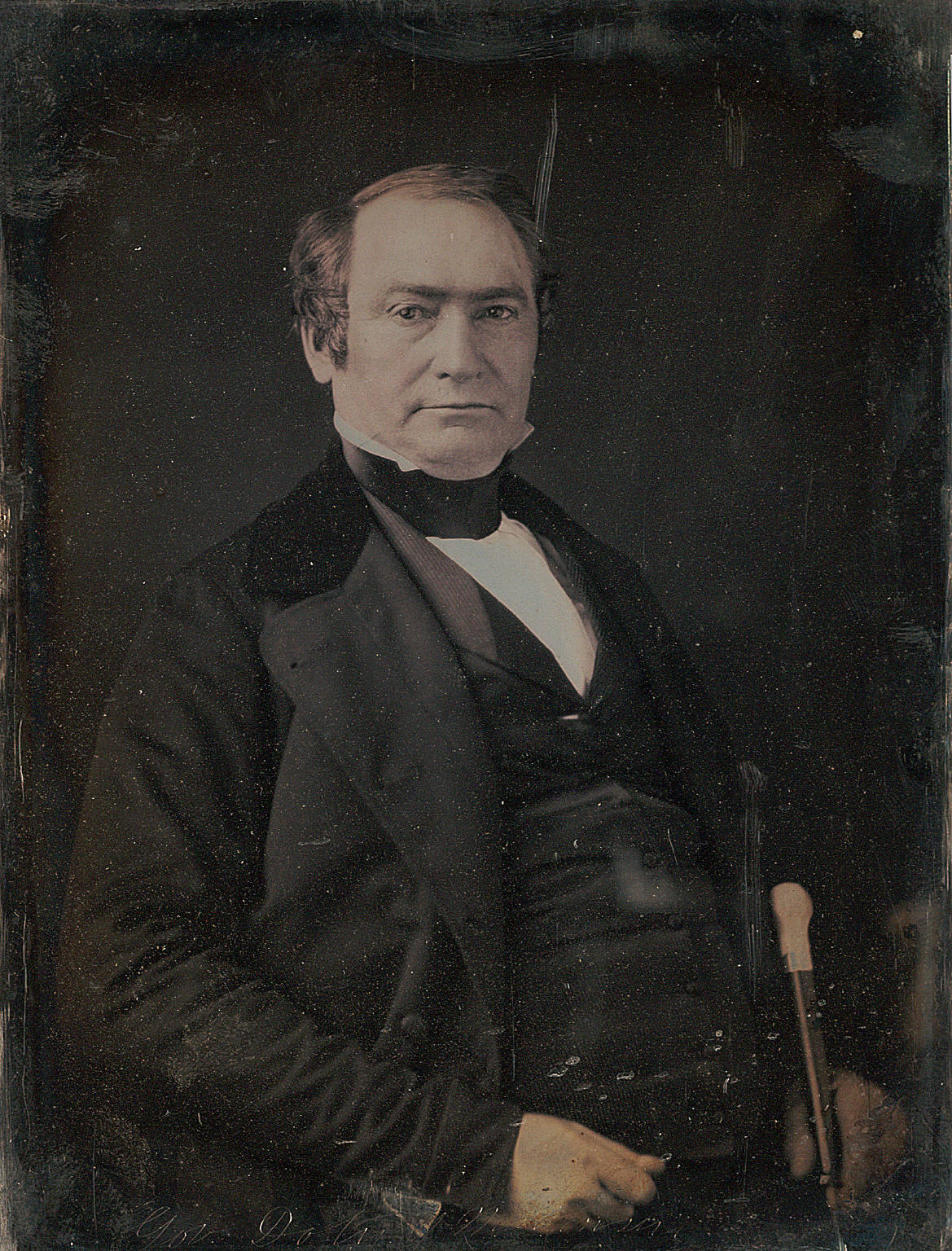
James Duane Doty

James Duane Doty (* 5. November 1799 in Salem, Washington County, New York; † 13. Juni 1865 in Salt Lake City, Utah) war ein amerikanischer Politiker. Er war Kongressabgeordneter und Gouverneur des Wisconsin- und des Utah-Territoriums.

## Frühe Jahre
James Doty besuchte die örtlichen Schulen seiner Heimat im Staat New York. Nach einem anschließenden Jurastudium zog er im Jahr 1818 nach Detroit im Michigan-Territorium. Dort begann er als Anwalt zu arbeiten. Gleichzeitig war er mit dem Territorialgouverneur Lewis Cass befreundet, der ihm zu einem politischen Aufstieg in diesem Gebiet verhalf.

## Politischer Aufstieg
Zwischen 1823 und 1832 war er Bundesrichter für das nördliche Gebiet des Michigan-Territoriums. Im Jahr 1824 zog er nach Green Bay um. In dieser Zeit gelang es ihm, in diesem Gebiet zumindest ein Grundmaß von Recht und Ordnung herzustellen. Er setzte sich damals auch für den Bau einer Straße von Green Bay nach dem damals neu entstandenen Chicago ein, die dann nach Prairie du Chien weitergeführt werden sollte. Zwischen 1833 und 1835 war Doty Mitglied des Territorialparlaments von Michigan. Dort war er maßgeblich an der Entstehung des neuen Wisconsin-Territoriums beteiligt. Seine Argumentation für die Gründung des neuen Gebiets war die wachsende Zahl der Einwanderer und die Entfernung zur Hauptstadt des Michigan-Territoriums in Detroit.
Nachdem er seinen Plan in Washington, D.C. politisch hatte durchsetzen können,  hoffte er von Präsident Andrew Jackson zum ersten Territorialgouverneur des Wisconsin-Gebiets ernannt zu werden. Dieser aber berief statt seiner Henry Dodge, einen seiner politischen Rivalen, zum Gouverneur und James Doty begann privat mit Land zu spekulieren. Dabei entstanden auch die Pläne zur Gründung der Hauptstadt Madison, die auf seinen Einfluss zurückging. Zwischen 1839 und 1841 vertrat er sein Territorium im US-Repräsentantenhaus, ehe er 1841 von Präsident John Tyler doch zum Territorialgouverneur von Wisconsin ernannt wurde.

## Politische Karriere in Wisconsin
Als Gouverneur hatte er einen schweren Stand gegen die Anhänger von Henry Dodge, die fast alle seiner Vorschläge blockierten. In seiner bis 1844 gehenden Amtszeit hat er insgesamt viermal versucht, das Land als Bundesstaat in die USA eingliedern zulassen. Im Jahr 1844 wurde er nicht in seinem Amt bestätigt. Präsident Tyler entschied sich für Nathaniel Tallmadge als neuen Gouverneur. Im Jahr 1846, als sich der Beitritt des Gebiets zu den USA abzeichnete, war Doty Mitglied der verfassungsgebenden Versammlung von Wisconsin. Nachdem dann der Beitritt Wisconsin zu den USA vollzogen war, wurde Doty zwischen 1849 und 1853 in das US-Repräsentantenhaus gewählt. Danach zog er sich bis 1861 in das Privatleben zurück, blieb aber in Wisconsin ansässig.

## Politische Karriere in Utah
Im Jahr 1861 kehrte er auf die politische Bühne zurück. Der neue Präsident Abraham Lincoln ernannte ihn in diesem Jahr zum „Indianerbeauftragten“ für das Utah-Territorium. Als sich im Jahr 1863 der Territorialgouverneur Stephen S. Harding mit den Mormonen über der Frage der Vielehe überwarf und daher sein Amt aufgeben musste, wurde Doty von Präsident Lincoln zum neuen Gouverneur ernannt. Als Gouverneur gelang es Doty, die Beziehungen zwischen der Bundesregierung und den Mormonen wieder zu verbessern. Doty setzte sich auch für den Auf- und Ausbau eines Schulsystems in Utah ein und wollte mit den Indianern des Gebietes verhandeln. Kurz nachdem es trotzdem zu Auseinandersetzungen mit den Einheimischen kam, verstarb Gouverneur Doty im Juni 1865 im Amt. Er wurde in Salt Lake City beigesetzt.